# Guyane britannique
Pour les articles homonymes, voir Guyane (homonymie).
1831–1966
Entités précédentes :
- Berbice
- Démérara
- Essequibo
- Pomeroon

Entités suivantes :
- Guyana (royaume du Commonwealth)

La Guyane britannique est une ancienne colonie britannique située sur la côte nord de l'Amérique du Sud, désormais la nation indépendante du Guyana.

## Histoire

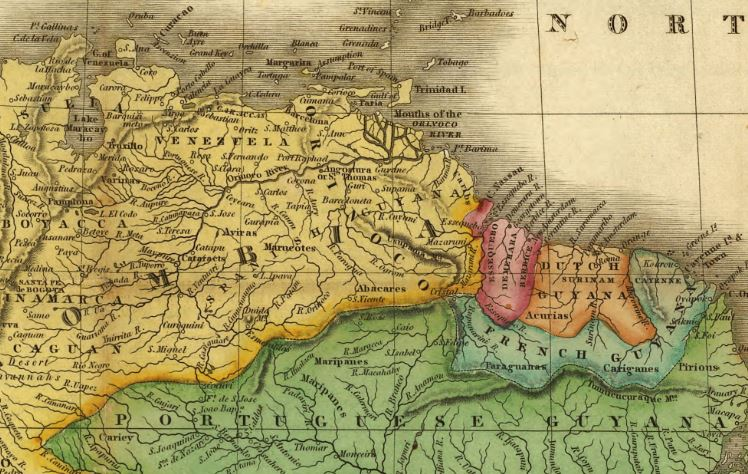
Grande Colombie, Guyane britannique et Guyane néerlandaise en 1826.

Le territoire est originellement colonisé par les Provinces-Unies (colonies d'Essequibo, de Démérara, de Pomeroon et de Berbice). Ces quatre colonies sont conquises par l'armée britannique en 1796, puis officiellement cédées au Royaume-Uni en 1814 qui les consolide en une unique colonie en 1831. La capitale était déjà Georgetown (connue sous le nom de Stabroek avant 1812).

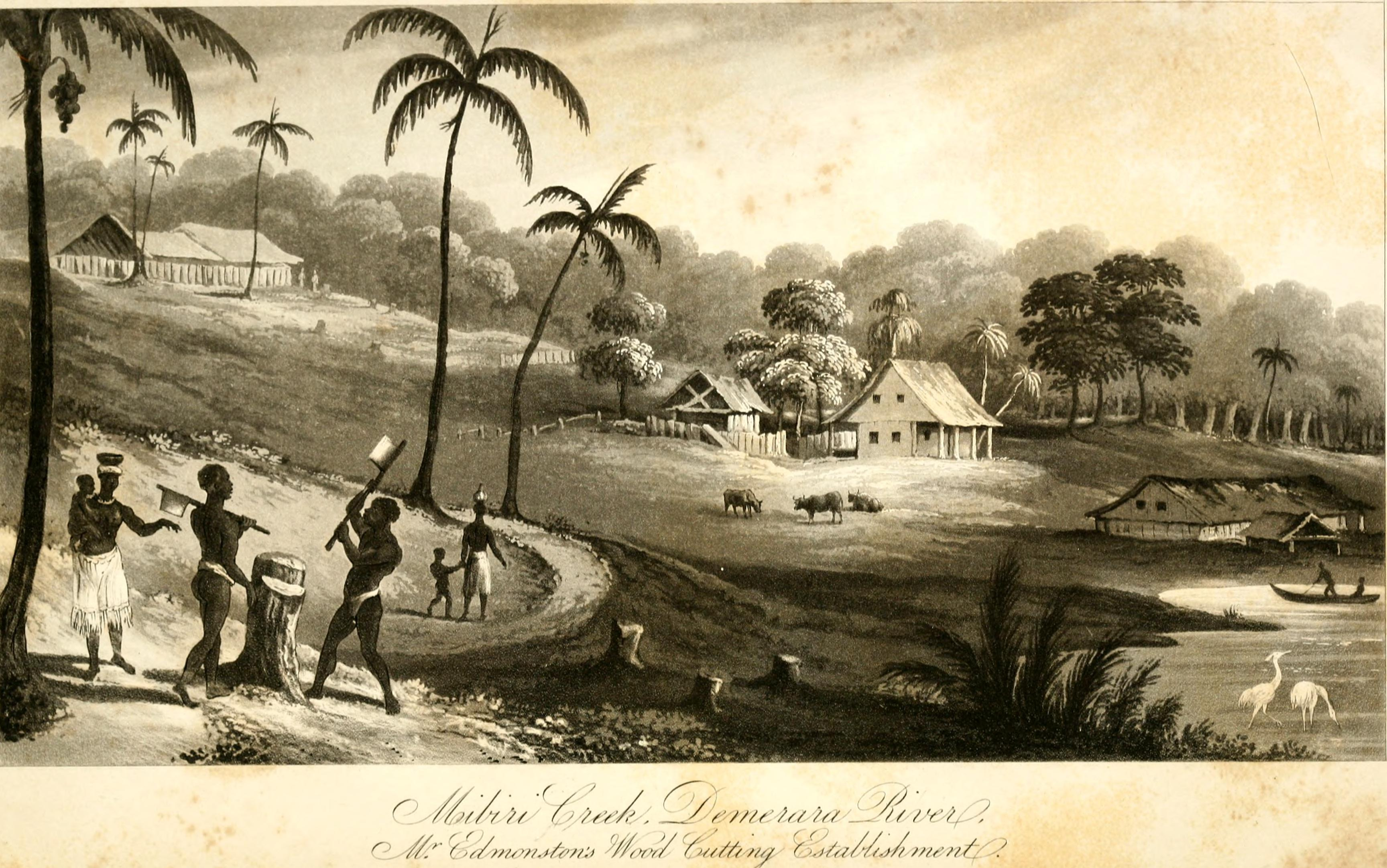
Plantation esclavagiste de Charles Edmonstone (maître de John) à Démérara en 1834.

Pendant plus de deux siècles, la traite négrière occidentale fournit en main-d’œuvre les plantations européennes du Guyana.
En 1823, une révolte d'esclaves de grande ampleur éclate dans la colonie de Démérara. Impliquant quelque 12 000 captifs, elle est durement réprimée par les troupes coloniales britanniques.
À la suite de l’abolition de l’esclavage, en 1838, les affranchis quittent en masse les plantations de canne à sucre, en dépit des restrictions visant à enrayer ces départs. Les planteurs substituent alors aux anciens esclaves des travailleurs soumis à des contrats asservissants, en provenance pour la plupart d'Inde, mais aussi de Chine ou d'Afrique centrale. L’arrivée de ces dizaines de milliers de travailleurs indiens restreint les capacités de négociation salariale des anciens esclaves noirs et pose les bases d’un antagonisme entre les deux principales composantes ethniques de la population du Guyana.

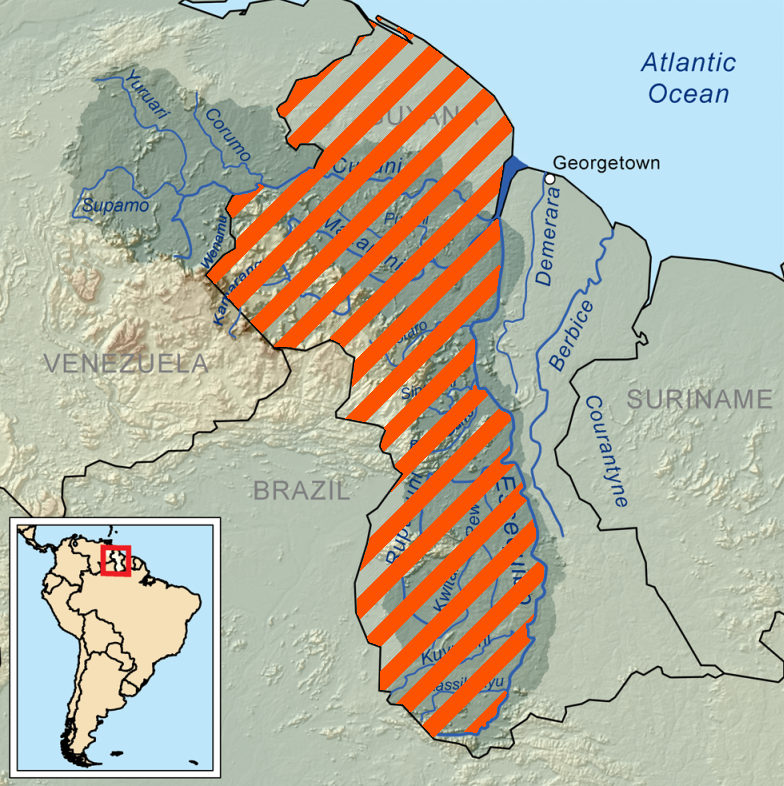
La zone récupérée par les Britanniques en 1899.

À la suite de la crise vénézuélienne de 1895, la colonie britannique récupère le territoire de la Guayana Esequiba (arbitrage en 1899).
Au début des années 1950, le mouvement pour l'indépendance a réussi à unir la classe ouvrière guyanienne autour du rejet du colonialisme britannique. En 1953, une nouvelle constitution établit le suffrage universel. Les élections d'avril 1953 donnent une majorité au Parti populaire progressiste (People's Progressive Party), jugé trop à gauche par le Bureau des colonies. Parmi les premières lois du nouveau gouvernement figure l'obligation pour les entreprises de reconnaître le droit syndical. Des troupes sont envoyées et la Constitution est suspendue. Le Bureau des colonies  justifie cette décision en déclarant que « le gouvernement britannique a décidé que la Constitution du Guyana devait être suspendue pour prévenir la subversion communiste du gouvernement et une crise dangereuses dans l'ordre public et les affaires économiques ». En 1963, le gouvernement progressiste du « ministre en chef » Cheddi Jagan résiste à une tentative de coup d'État qui laisse 170 morts.
Le territoire devient indépendant le 26 mai 1966. En 1970, il prend le nom de république coopérative du Guyana.